# Mikroregion Amparo

Mikroregion Amparo

Mikroregion Amparo – mikroregion w brazylijskim stanie São Paulo należący do mezoregionu Campinas.

## Gminy
- Águas de Lindóia
- Amparo
- Lindóia
- Monte Alegre do Sul
- Pedra Bela
- Pinhalzinho
- Serra Negra
- Socorro